# Polykrates von Ephesus
Polykrates (* 125; † um 196) war Bischof von Ephesus; seine Amtszeit begann vermutlich im Jahr 161 und dauerte bis zu seinem Tod, der je nach Quelle auf das Jahr 192 oder 196 datiert wird.
Er entstammte einer christlichen Familie, aus der nach seinem Selbstzeugnis vor ihm bereits sieben Bischöfe hervorgegangen waren. Zweifellos hatte er Polykarp von Smyrna und den aus Smyrna stammenden Irenäus von Lyon auch gekannt.
Wichtigste Quellen für das Leben des Polykrates sind Eusebius von Caesarea, der ihn in seiner Hist. Eccl. V. 24,6 beschreibt, sowie der Kirchenvater Hieronymus in De viris illustribus 45. Von Polykrates selbst ist nur ein Brief erhalten, aus dem sowohl Eusebius als auch Hieronymus an den genannten Stellen zitieren.